# Apamea intermixta
Apamea intermixta là một loài bướm đêm trong họ Noctuidae.